# 赵世瑜
赵世瑜（1959年8月—），男，四川成都人，中国历史学家，曾任中国民俗学会副理事长，现任北京大学历史学系教授、博士生导师、中国明史学会理事。